# Démarches administratives en ligne
 (juillet 2010).
Les démarches administratives en ligne, c'est-à-dire à distance, par Internet, sont un moyen pour les citoyens de gagner du temps. La plus ancienne et la plus répandue est la déclaration de revenus en ligne, ou télédéclaration de revenus, qui a séduit en 2009 plus de 9,7 millions de foyers fiscaux.
Les promoteurs des démarches administratives en ligne tablent sur l'impact de la création au début 2009 du site Mon.service-public.fr, un portail internet de l'administration française visant à permettre à tout citoyen d'effectuer ses démarches administratives en ligne: inscription sur les listes électorales, changement d'adresse, déclaration de décès ou de pertes de papier d'identité, Création d'entreprise ou création d'association.
Le site comptait plus de 700.000 inscrits en juin 2010, près de deux fois plus qu'en février 2010 et devrait bénéficier fin 2010 d'un lien avec le site internet permettant d'effectuer sa déclaration d'impôt en ligne, opération qui a été effectuée en 2009 par plus de 9,7 millions de foyers fiscaux.

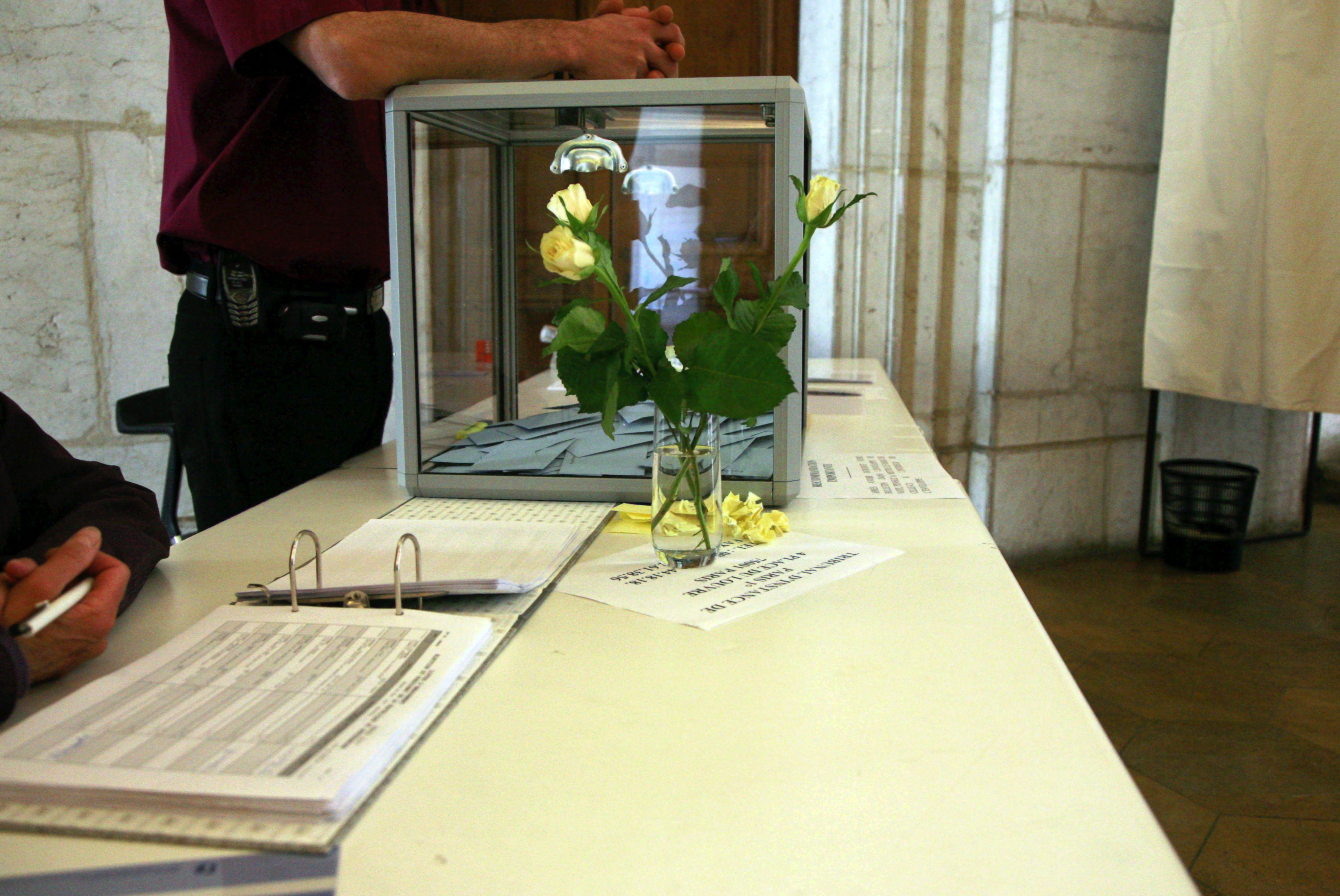
La liste d'émargement est, en France, une copie de la liste électorale. Elle permet au bureau de vote de s'assurer que l'électeur est régulièrement inscrit. Après avoir voté, l'électeur signe lui-même la liste d'émargement, afin de limiter les risques de fraude électorale.

## Principales démarches administratives en ligne
- La déclaration d'impôt en ligne, appelée aussi télédéclaration d'impôt est de loin la plus utilisée en France, avec 9,7 millions de personnes en 2010.
- L'inscription sur les listes électorales, sans se déplacer, sur la liste électorale de sa mairie.
- La Création d'entreprise (projet)
- La création d'association loi de 1901 (projet)[1]

- Le changement d'adresse après un déménagement
- L'information à l'administration sur le décès d'un parent
- La déclaration de perte de passeport, carte d'identité, carte d'électeur ou carte vitale.
- L'obtention de carte grise[2]